# Fadiliyya
La fadiliyya est un courant de la qadiriyya, fondé par le cheikh Muhammad Fâdil puis diffusé dans tout l’ouest saharien et au-delà par principalement ces deux fils cheikh Saad Bouh et cheikh Ma El Aïnin. C'est une confrérie mauritanienne et sénégalaise.